# Jürgen Peiffer
Jürgen Peiffer (ur. 1 grudnia 1922 w Berlinie, zm. 11 grudnia 2006 w Tybindze) – niemiecki lekarz neurolog, historyk medycyny, profesor Uniwersytetu Eberharda i Karola w Tybindze.

## Życiorys

### Edukacja
Studiował na Uniwersytecie Ludwika i Maksymiliana w Monachium, gdzie w 1950 roku został doktorem medycyny. Od 1951 roku specjalizował się z neurologii w klinice neurologicznej w Monachium, od 1952 do 1956 roku był asystentem w Instytucie Psychiatrii Maxa Plancka (niem. Deutsche Forschungsanstalt für Psychiatrie).  

### Kariera zawodowa
Od 1956 do 1962 pracował w klinice neurologicznej w Würzburgu. W 1961 roku habilitował się z neurologii i psychiatrii, po czym został ordynatorem nowo utworzonej kliniki  w Gießen. W 1964 roku został profesorem zwyczajnym neuropatologii i dyrektorem Instytutu Badań Mózgu tybińskiego uniwersytetu. Od 1969 roku był dziekanem wydziału medycznego; w 1970/1971 rektorem. 
Poza neurologią zajmował się także historią niemieckiej neurologii, przede wszystkim w okresie narodowego socjalizmu.